# Rudolf Blanckertz
Rudolf Blanckertz (* 1. August 1862 in Berlin; † 14. Oktober 1935 ebenda; vollständiger Name: Gustav Siegmund Rudolf Blanckertz) war ein deutscher Unternehmer, Verleger und Schriftforscher.

## Biografie
Rudolf Blanckertz war der Sohn des Unternehmers Heinrich Blanckertz und dessen Ehefrau Minna Blanckertz geborene Oehme. Nach Besuch eines Gymnasiums, einer Handelsschule und einer Technischen Hochschule machte er eine praktische Ausbildung in Großbritannien und Deutschland und wurde 1887 Teilhaber des Familienunternehmens Heintze & Blanckertz. Zunächst übernahm er die Leitung der Londoner Niederlassung. 1889 heiratete er Sophie Schmid, die Tochter eines Meininger Arztes. Nach dem Tod seines Vaters war er ab 1908 Alleininhaber. 1912 gründete er ein Kaltwalzwerk in Oranienburg sowie die Unternehmen Nitor in Utrecht, Dafe in Danzig-Oliva und Mäfesta in Berlin für die Herstellung und den Vertrieb von Stahlartikeln. Das Unternehmen unterhielt weitere Niederlassungen in München, Köln, Leipzig und Mailand. Er gründete 1898 das Schriftmuseum in Berlin und stiftete dem Deutschen Museum in München, bei dem er Mitarbeiter bei der Einrichtung der Abteilung Schreibtechnik war, historische Schreibgeräte und Handschriften. Er entwickelte Schreibwerkzeuge für die arabische, indische, siamesische und japanische Schrift und Redis- und Ly-Federn nach Vorbildern antiker Schreibgeräte. In dem von ihm gegründeten hauseigenen Verlag für Schriftkunde verlegte er zahlreiche Schriften über Schreibtechnik und Schreibkunde und produzierte Bücher, Lehrmittel und Werkzeuge für den Kunst- und Schriftunterricht. Als er 1935 starb, führten seine Söhne, der Jurist Wolf Blanckertz (1890–1959) und der Ingenieur Klaus Blanckertz (1897–1979) das Unternehmen weiter. Er ist auf dem St.-Marien- und St.-Nikolai-Friedhof I im Berliner Ortsteil Prenzlauer Berg begraben.

## Ehrungen
1929 erhielt er die Fidicin-Medaille des Vereins für die Geschichte Berlins.